# Principado de Teodoro
Principado de Teodoro, também conhecido como Gótia (em grego: Γοτθία; romaniz.: Gotthía) ou Principado Godo-Bizantino de Teodoro-Mangupe, era um pequeno principado no sudoeste da Crimeia, o último Estado remanescente do Império Romano e um vestígio dos godos da Crimeia até sua conquista pelos turcos otomanos em 1475. Sua capital era Doros, que também era chamada às vezes de Teodoro e é conhecida agora como Mangupee. O Estado era um aliado próximo do Império de Trebizonda e era distinto por sua população germânica oriental (embora fortemente helenizada).

## História
Sua população era uma mistura de gregos, godos da Crimeia, alanos, búlgaros, cumanos, quipchacos e outros grupos étnicos, que seguiam o cristianismo ortodoxo. A língua oficial do principado era o grego. O território esteve inicialmente sob o controle do Império de Trebizonda como parte de suas possessões na Crimeia, o Perateia Gazarian.
O principado é mencionado pela primeira vez no início do século XIV, com a data mais antiga oferecida pelo historiador pós-bizantino Teodoro Espandunes, que registra a existência de um "Príncipe de Gótia" no reinado de Andrónico III Paleólogo (r. 1328–1341). Outras referências ocorrem ao longo do século XIV, com vários estudiosos identificando "Demétrio" (Dmitry nas línguas eslavas), um dos três príncipes tártaros na Batalha das Águas Azuis (cerca de 1362/3), com um Príncipe de Gótia. O nome neste caso pode possivelmente ser o nome batismal de um senhor tártaro de Mangupee, nomeado Cuitani.
O nome "Teodoro" (na forma corrompida Θεοδωραω) aparece pela primeira vez em uma inscrição grega também datada de ca. 1361/2 e novamente como "Theodoro Mangop" em um documento genovês de 1374. Foi sugerido por A. Mercati que a forma é uma corruptela do plural grego "Theodoroi", "Theodores", significando os santos Teodoro de Heracleia e Teodoro de Amásia, mas N. Bănescu propôs a explicação alternativa que resultou do nome definitivo grego Τὸ Δόρος (a Doros) ou τὸ Δόρυ (a Dory), por conta do nome medieval da região. Seja qual for a sua procedência, o nome ficou popular: na década de 1420 a titulatura oficial do príncipe dizia: "Senhor da cidade de Teodoro e da Região Marítima", enquanto coloquialmente se chamava Theodoritsi Θεοδωρίτσι, "pequeno Teodoro") por seus habitantes.